# Michelle O'Bonsawin
Michelle O'Bonsawin (né le 2 mai 1974) est une juriste canadienne, juge de la Cour suprême du Canada depuis le 1er septembre 2022. Elle est également juge de la Cour supérieure de justice de l'Ontario de 2017 à 2022. Le 19 août 2022, le premier ministre Justin Trudeau propose sa nomination à la Cour suprême du Canada pour remplacer le juge sortant Michael Moldaver. O'Bonsawin devient ainsi la première juge canadienne autochtone à siéger au plus haut tribunal du pays. Depuis 2023, une école secondaire du conseil francophone Viamonde dans l’Est de Toronto porte son nom.

## Biographie
Michelle O'Bonsawin naît à Hanmer, près de Sudbury,. Elle est Franco-Ontarienne et membre abénaquise de la Première Nation d'Odanak,. Elle s'inscrit en 1992 à l'Université Laurentienne, dont elle est diplômée (BA) en 1995, puis elle suit un programme français de Common law à l'Université d'Ottawa et obtient un diplôme (LLB) en 1998. Elle se forme comme avocate au barreau du Haut-Canada dont elle devient membre en 2000. Elle obtient une maîtrise en droit de la Osgoode Hall Law School en 2014, puis un doctorat en droit de l'Université d'Ottawa en février 2022 avec une thèse intitulée A Principled Approach: The Mandatory Application of the Gladue Principles at Review Board Hearings,. Elle obtient également un certificat d'abénaqui au Middlebury College en 2000.

## Activités professionnelles
Michelle O'Bonsawin commence sa carrière professionnelle dans les services juridiques de la Gendarmerie royale du Canada. Elle travaille comme juriste pour le service postal pendant neuf ans, puis elle est avocate au centre de santé d'Ottawa à partir de 2009.
Son activité professionnelle porte sur des questions liées à la santé mentale, au travail et à l'emploi, aux droits de la personne et à la vie privée. Elle donne un cours sur les peuples autochtones et le droit à la faculté de droit de l'Université d'Ottawa.

### Juge à la Cour supérieure de justice de l'Ontario
En 2017, O'Bonsawin est nommée juge à la Cour supérieure de justice de l'Ontario à Ottawa, où elle est la première Canadienne autochtone. Elle prend ses fonctions le 18 mai 2017,.

### Nomination comme juge à la Cour suprême du Canada
Le 19 août 2022, le premier ministre Justin Trudeau propose la nomination de Michelle O'Bonsawin à la Cour suprême du Canada pour remplacer le juge sortant Michael Moldaver. Nommée le 1er septembre 2022, O'Bonsawin est la première Canadienne autochtone à siéger à la haute cour,. Son parfait bilinguisme anglais-français est souligné lors de sa candidature. Les Autochtones saluent cette nomination qui marque « une pierre de plus sur le chemin de la réconciliation ».